# Efecto ferranti

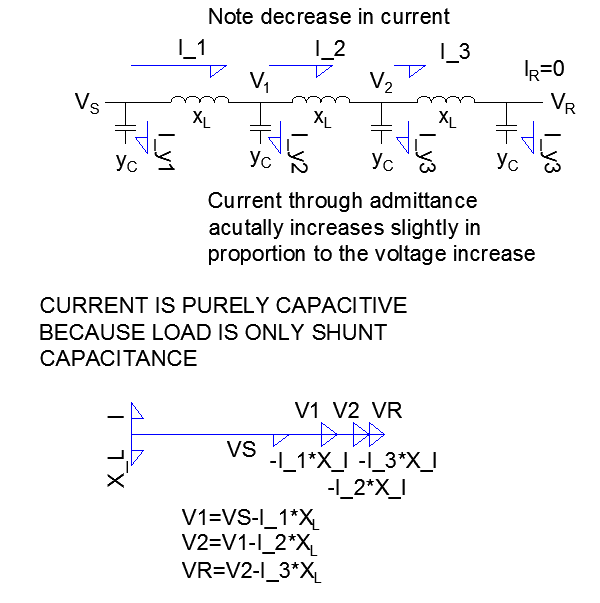
Efecto Ferranti

El efecto Ferranti es una sobretensión producida en una larga línea de transmisión, relativa a la tensión al final de la misma, que ocurre cuando esta está desconectada de la carga, o bien con una carga muy pequeña.
Este efecto es debido a la capacitancia distribuida de la línea. El efecto Ferranti será más acentuado cuanto más larga sea la línea, y mayor el voltaje aplicado. La sobretensión es proporcional al cuadrado de la longitud de la línea. Debido a su alta capacitancia, este efecto es mucho más pronunciado en cables subterráneos, incluso en líneas cortas.
Cuando la línea está en vacío o con muy poca carga, al no circular una cantidad significativa de corriente a través de las inductancias serie distribuidas, la absorción de reactivos por parte de la línea será mínima en comparación con la inyección de reactivos por parte de las capacitancias distribuidas.
Cuando se produce una caída de tensión negativa; y, por lo tanto, la tensión en carga es superior a la de vacío.  Este caso especial se producen cargas muy capacitivas  y se conoce como efecto Ferranti. 
- Datos: Q268403